# Шипіцини (Лугоболотне сільське поселення)
Шипі́цини (рос. Шипицыны) — присілок у складі Орічівського району Кіровської області, Росія. Входить до складу Лугоболотного сільського поселення.
Населення становить 21 особа (2010, 20 у 2002).
Національний склад станом на 2002 рік — росіяни 100 %.